# Tachiramantis douglasi
Tachiramantis douglasi is een kikker uit de familie Strabomantidae. De wetenschappelijke naam van de soort werd beschreven in 1996 door Lynch. De soort komt voor op verschillende locaties in Colombia op een hoogte van 1800 tot 3112 meter boven het zeeniveau. Tachiramantis douglasi wordt bedreigd door het verlies van habitat.